# 海尔德罗普-米尔洛
海尔德罗普-米尔洛（荷蘭語：Geldrop-Mierlo）是荷蘭南部的一個市鎮，在行政區劃上屬於北布拉班特省。海尔德罗普-米尔洛是在2004年1月1日由海尔德罗普和米尔洛两个市鎮合併而成創建的新市鎮。

## 外部連結
- 维基共享资源上的相關多媒體資源：海尔德罗普-米尔洛
- Official website （页面存档备份，存于）